# اداره ایالتی راه و ترابری واشینگن
اداره ایالتی راه و ترابری واشینگن (انگلیسی: Washington State Department of Transportation) یکی از آژانس‌های ایالت واشینگتن می‌باشد که امورات ایالتی راه و ترابری پاشینگتن را به عهده دارد.